# Carlos Mastretta Aguilera
Carlos Mastretta Aguilera (26 januari 1984) is een Mexicaans autocoureur.

## Carrière
Mastretta nam in zijn vroege carrière vanaf 2003 deel aan de Mexicaanse en de Britse Formule Renault. In 2005 nam hij deel aan twee raceweekenden in het World Touring Car Championship voor het team GR Asia in een Seat Toledo Cupra. Zijn beste resultaat was een vijftiende plaats in zijn thuisrace op het Autódromo Miguel E. Abed. In 2006 nam Mastretta vervolgens deel aan vijf races in de Champ Car Atlantic Series, met een zesde plaats op het Cleveland Burke Lakefront Airport als beste resultaat. In 2007 reed hij vijf races in de NASCAR Mexico Series.